# Dolores Ibárruri
Dolores Ibárruri Gómez, aussi surnommée la Pasionaria, née le 9 décembre 1895 à Gallarta en Biscaye et morte le 12 novembre 1989 à Madrid, est une femme politique basque espagnole. Elle a été secrétaire générale du Parti communiste espagnol (PCE) entre 1942 et 1960, puis présidente de ce parti entre 1960 et 1989, devenant la première femme à diriger un parti en Espagne.
Elle soutient les troupes républicaines antifranquistes pendant la guerre d'Espagne en prononçant des discours incendiaires à la radio et en visitant les troupes au front pour leur remonter le moral. Elle est connue pour son fameux slogan No pasarán!.
Elle revient en Espagne après la mort de Franco (1977) et est de nouveau élue députée. Elle meurt en 1989.

## Biographie

### Origine et formation
Dolores Ibárruri Gómez naît le 9 décembre 1895 à Gallarta en Biscaye. Issue d'une famille de mineurs, elle est la huitième enfant d'une fratrie de onze,. Sa mère, Juliana Gómez Pardo, est d’ascendance castillane.
L'ambiance familiale est marquée par le catholicisme et son père est un militant carliste. Elle est scolarisée jusqu'à l'âge de 15 ans, envisageant de devenir institutrice, mais elle ne peut y parvenir car ses parents n'ont pas les moyens de lui payer des études suffisamment longues. Elle commence à travailler dans un atelier de couture, puis devient femme de ménage, jusqu'à son mariage en 1916.

### Début de l’activité politique (1916-1919)
Elle épouse un mineur et militant socialiste (adhérent du PSOE), Julián Ruiz Gabiña, originaire de Somorrostro. Avec son mari fréquemment emprisonné pour des activités politiques et la mort de quatre de leurs enfants, elle a connu la pauvreté et la douleur.
Ils ont six enfants, dont quatre morts très jeunes : Ester (1916-1919), Rubén (1920-1942), les triplées : Amagoia (1923-1923), Azucena (1923-1925), Amaya (1923-2018), et Eva (1928-1928).
Depuis qu'elle s'est mobilisée à l'occasion de la grève générale révolutionnaire de 1917, Dolores Ibárruri s'est fait un nom comme conférencière et chroniqueuse politique. Elle écrit aussi dans la presse ouvrière. C'est en 1918 qu'elle utilise pour la première fois le pseudonyme de la Pasionaria,, pour un article dans le journal El Minero Vizcaino.

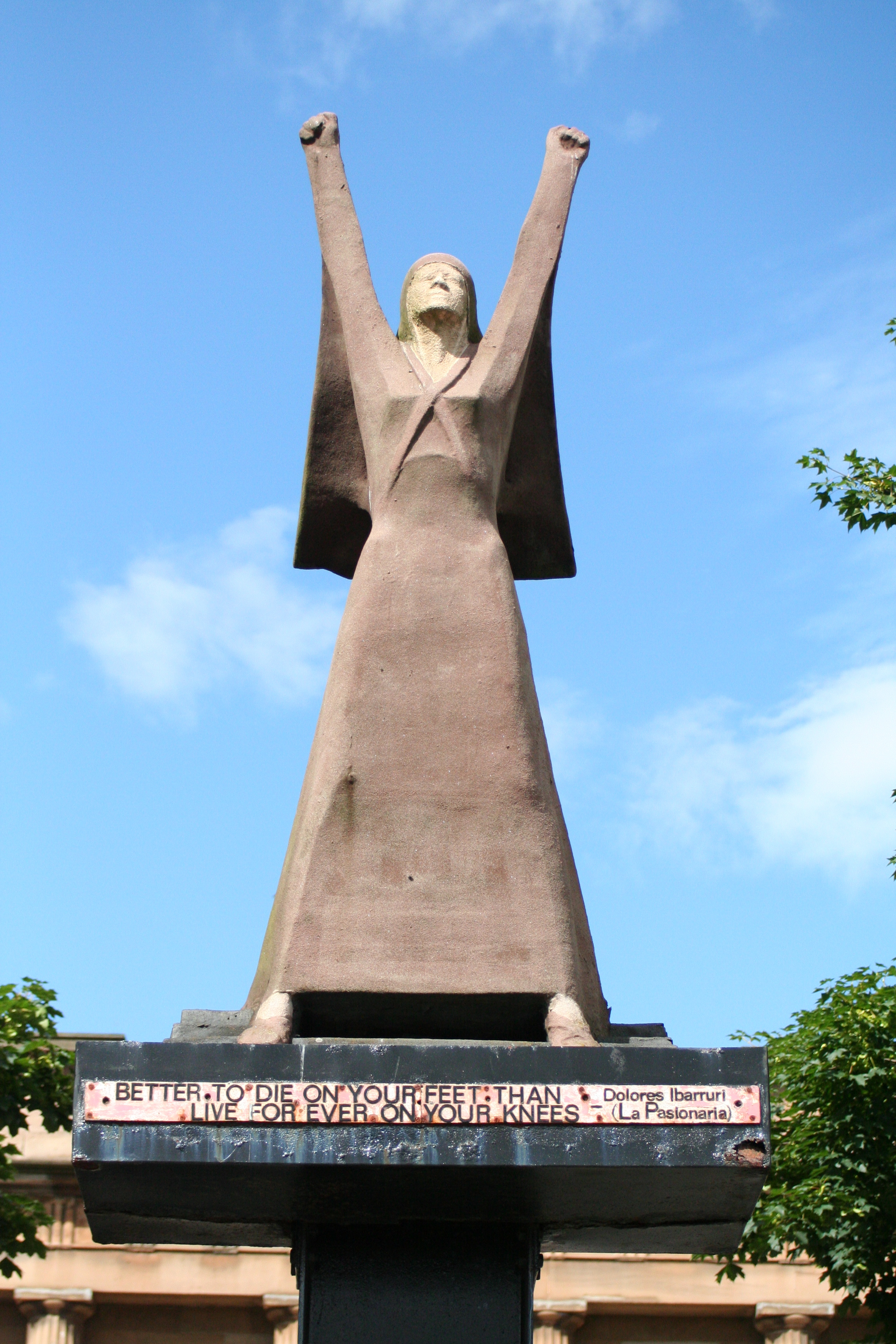
Monument à Dolores Ibárruri à Glasgow (Écosse), orné d'une de ses citations les plus célèbres : « Mieux vaut mourir debout, que de vivre à genoux ».

### Ses débuts au Parti communiste (1920-1930)
En décembre 1919, elle suit les Jeunesses socialistes qui se séparent du PSOE pour se rapprocher de l'Internationale communiste. En avril 1920, elle participe à la fondation du Parti communiste espagnol, devenant la même année membre du comité provincial de Biscaye, puis à celle du Parti communiste d'Espagne en novembre 1921.
Elle joue un rôle important dans le parti au niveau provincial : elle est déléguée au Ier congrès du PCE (Madrid) en mars 1922, et de nouveau en 1927 pour le IIIe ; ce congrès devant avoir lieu en France, elle ne peut cependant y assister.
Populaire et respectée, elle est élue au Comité central du PCE en 1930.

### La période de laIIeRépublique(1931-1936)
Après l'avènement de la Seconde République en 1931, elle se sépare de son mari et s’installe à Madrid, où elle devient responsable du journal du parti, Mundo Obrero. Elle entre au bureau politique du parti en 1932. Elle est envoyée à Moscou en 1933 comme déléguée auprès du Komintern. En 1933, elle fonde Mujeres Antifascistas, une association de femmes contre le fascisme et la guerre. En 1934, elle est présidente de Comité Nacional de Mujeres Contra la Guerra y el Fascismo, la section espagnole du Comité mondial des femmes contre la guerre et le fascisme. Elle est arrêtée et emprisonnée à plusieurs reprises en raison de ses activités.
En 1935, elle envoie ses deux enfants encore vivants, Rubén et Amaya, en Union soviétique, pour leur assurer une vie plus stable. Rubén meurt lors de la bataille de Stalingrad.

### Le Front populaire (début 1936)
En février 1936, elle est élue députée des Asturies. Peu après, elle réussit à obtenir des autorités locales d’Oviedo la libération de prisonniers politiques. Le 16 juin, elle répond à une intervention menaçante du dirigeant de la droite Calvo Sotelo en réclamant l'arrestation des conspirateurs et de leurs complices. Les franquistes présentèrent ultérieurement ce discours comme un appel au meurtre de Calvo Sotelo. Aucun document ne prouve que Dolores Ibárruri ait dit à Calvo Sotelo « cet homme a parlé pour la dernière fois » avant son assassinat. Compte tenu du manque de rigueur des sources orales disponibles, seules des sources écrites ont pu être utilisées pour confirmer l'épisode, mais celles-ci ne permettent pas non plus de donner de la véracité aux théories de Franco. Ainsi, le Journal des séances du 16 juin 1936 n'inclut à aucun moment les menaces de la Pasionaria,.
Ces événements précipitent toutefois l'entrée dans la guerre d'Espagne.

### La guerre civile (1936-1939)

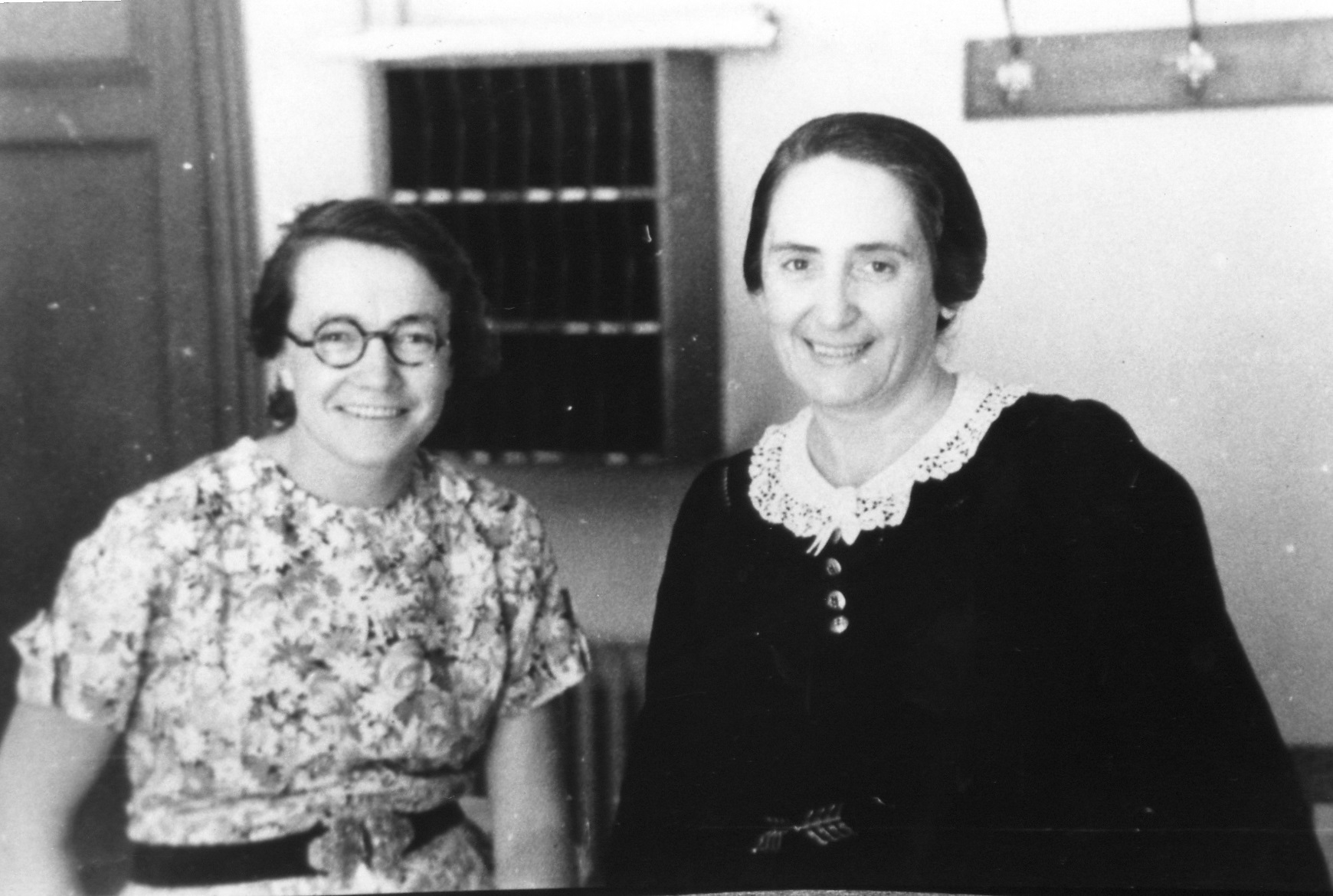
Bernadette Cattanéo et Dolores Ibárruri en août 1936.

Quand la guerre civile éclate en juillet 1936, Dolores Ibárruri se dresse pour défendre la république avec le célèbre slogan « ¡No pasarán! » (« Ils ne passeront pas »), prononcé, dès le 19 juillet, au balcon du ministère de l'Intérieur, au moment de l'offensive franquiste contre Madrid. Au début du mois de septembre, elle est en France aux côtés d'autres militantes républicaines telles que Dolors Piera pour une entrevue avec Léon Blum, qui, le 1er septembre, a opté pour la politique de non-intervention ; le 8 septembre, elle prononce un discours au vélodrome d'Hiver.
Elle est élue vice-présidente des Cortes en 1937. Elle participe à plusieurs comités avec des personnalités telles que Palmiro Togliatti pour défendre la cause républicaine. Pour mettre fin à des critiques, son fils revient en Espagne et participe à la bataille de l'Èbre en 1938.

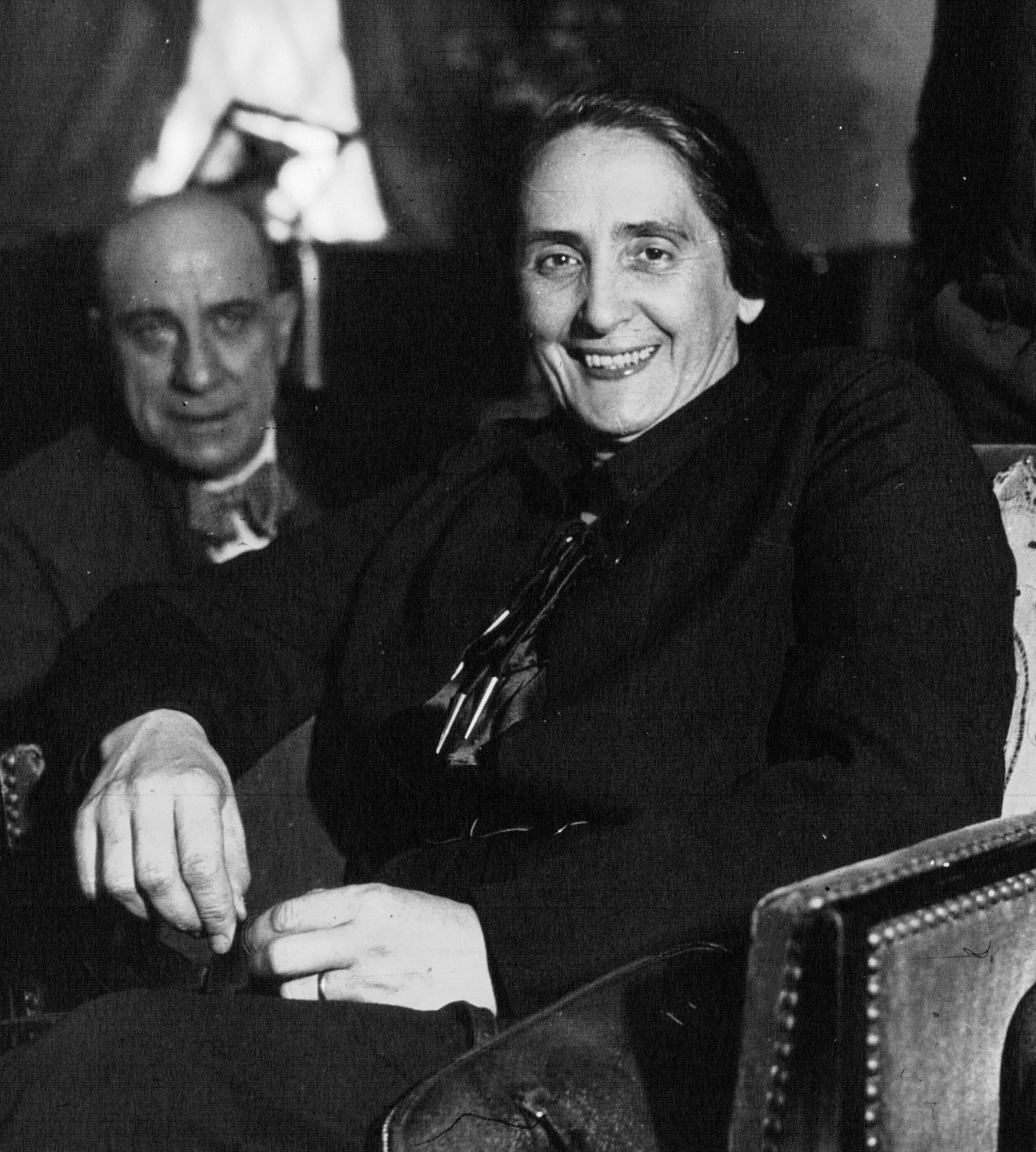
Dolores Ibárruri en 1936.

Par ailleurs, elle agit pour soutenir le moral des soldats républicains ou pour lutter contre les tendances défaitistes : ainsi, en 1938, elle dirige des manifestations à Barcelone devant les locaux du gouvernement républicain. C’est aussi elle qui, le 15 novembre 1938, à Barcelone, salue le rôle des Brigades internationales sur le point de quitter l’Espagne après leur dissolution. Chose qui ne va pas de soi à l'époque, son discours s'adresse autant aux hommes qu'aux femmes, bouleversant les représentations des sexes, à l'heure où certaines militantes craignent que la victoire des nationalistes ne remette en cause les acquis féministes de la République. Le symbole de la femme qui prend les armes, pourtant une exception, est par ailleurs un outil de mobilisation important, du moins au début du conflit. La propagande évolue par la suite, louant la femme qui travaille à l'arrière et assure son rôle familial, pour aboutir à n'être valorisée qu'à travers le prisme de l'homme : comme épouse, comme mère ou comme sœur de combattant. L'historienne Yannick Ripa note ainsi : « L'aura de la Pasionaria enferme les femmes dans la culture sacrificielle qu’on leur impose depuis des siècle ». Elles sont toutefois invitées à investir le champ économique, moyen politique de lutter contre le fascisme.
Dans ses mémoires, Valentín González, dit El Campesino, ancien général républicain, est réservé sur sa personnalité. Il écrit : « Des autres communistes espagnols, elle se distingue par une obéissance absolue aux ordres du Kominterm et à ceux des émissaires de Staline. Elle ignore totalement le remords et les cas de conscience et manifeste une satisfaction malsaine dès qu'il est question d'épurer, de tailler dans le vif... En outre, elle n'hésite pas, quand l'occasion s'en présente, à se débarrasser, sous un prétexte politique, de ses ennemis personnels ». Par ailleurs, il lui reproche son fanatisme et sa vie confortable à l'arrière avec Francisco Antón (en) (son amant), tandis que son mari et son fils sont au front[réf. nécessaire].
Ces discours et actions assurent à Dolores Ibárruri une grande popularité dans l’opinion communiste internationale et auprès d'une partie de la population de la zone républicaine, notamment les femmes.
Cependant, au bout de trois ans d'affrontements sanglants, le gouvernement républicain est défait et quitte le territoire espagnol ; les hostilités cessent le 1er avril 1939 avec l'entrée dans Madrid des forces franquistes.

### Séjour en URSS
Après la signature du Pacte germano-soviétique en août 1939 et alors que beaucoup de militants communistes sont confrontés à un problème de conscience en raison du revirement russe, un manifeste rédigé par Dolores Ibárruri et largement diffusé le 1er novembre 1939 est chargé de justifier la position soviétique et l'« action libératrice » de l'Armée Rouge en Pologne. Il constitue une attaque très dure contre la France et l'Angleterre et, en particulier, contre les leaders socialistes des deux pays tout en ne disant pas un mot contre l'Allemagne. Un second manifeste publié la même année appelle à combattre le régime de Franco, mais également à lutter contre « les chefs traîtres du Parti socialiste ouvrier espagnol, de l'anarchisme et des partis républicains » suivant la ligne stalinienne venant de Moscou.

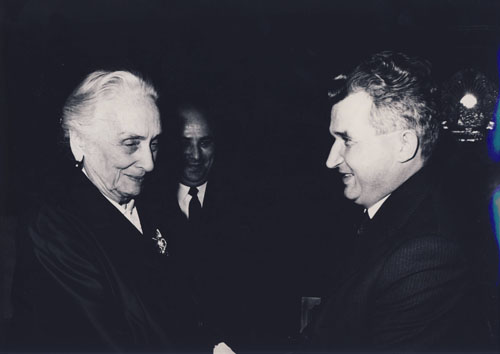
Dolores Ibárruri en compagnie de Nicolae Ceaușescu, à Bucarest, en 1972.

Dolores Ibárruri part en exil en Union soviétique, où elle continue ses activités politiques. Son fils Rubén entre dans l'Armée rouge et périt le 25 août 1942 au cours de la bataille de Stalingrad. Son action vis-à-vis des exilés espagnols en URSS, dont la condition était très précaire, est décrite très négativement par Enrique Castro Delgado. La distinction de héros de l'Union soviétique lui sera décernée en 1956.
En mai 1942, elle devient secrétaire générale du PCE et le reste jusqu'en 1960 ; elle en devient alors présidente jusqu'à sa mort.
Dans les années 1960, elle reçoit la citoyenneté soviétique. Son œuvre politique est reconnue durant ces années[réf. nécessaire] : elle reçoit un doctorat honorifique de l'université de Moscou, ainsi que le prix Lénine pour la paix en 1964, et l'ordre de Lénine en 1965. Son autobiographie, ¡No pasarán!, est publiée en 1966.
Elle est membre de la Fédération démocratique internationale des femmes.

### Le retour en démocratie
Après la mort de Franco en 1975, elle revient en Espagne. Elle est élue députée aux Cortes en juin 1977, lors des premières élections après la restauration de la démocratie. Elle est la seule députée élue en 1936 à être réélue en 1977 : cette élection est considérée comme un symbole à l'époque,. Affligée par une mauvaise santé, elle a rapidement quitté son siège et s'est retirée de la politique active.
En octobre 1987, elle sollicite une aide financière du Congrès. Elle n'avait pas cotisé au régime national de sécurité sociale et n'avait donc pas de pension. Le Congrès lui a accordé un avantage mensuel de 150 000 pesetas,. Le 13 septembre 1989, elle est hospitalisée, gravement malade d'une pneumonie. Elle se rétablit et quitte l'hôpital le 15 octobre, mais elle fait une rechute le 7 novembre et meurt le 12 novembre à l'âge de 93 ans après être retournée à la foi catholique de son enfance, voire à un certain mysticisme. Cette conversion est restée cachée jusqu'à la publication de la biographie de son ami et confesseur, le père Llanos, dans laquelle ont été révélés des courriers échangés entre eux deux. Ainsi, dans une lettre au père Llanos écrite le 6 janvier 1989, la Pasionaria écrivait : « Voyons si les petits vieux que nous sommes devenus pourront utiliser le temps qu'il nous reste à vivre en un chant de louanges et d'action de grâce au Dieu-Amour, comme une préparation de notre vocation éternelle. »

### La Pasionaria, un symbole

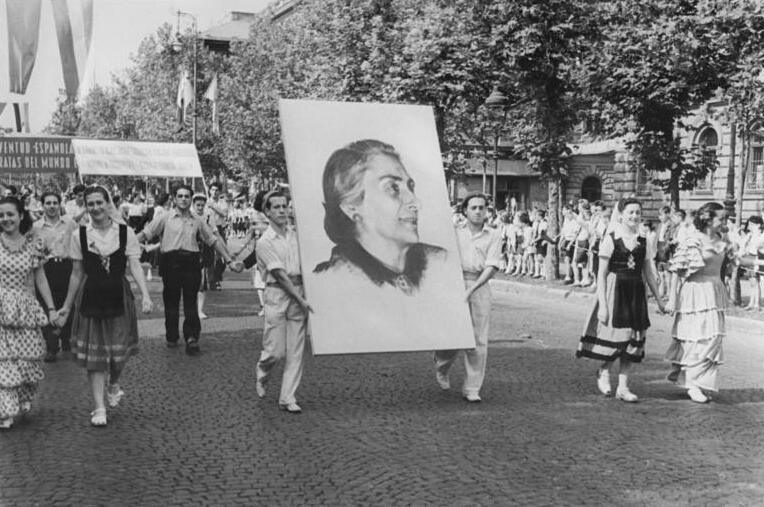
Portrait de Dolores Ibárruri promené lors d'une manifestation à Budapest (République populaire de Hongrie) en 1949.

Certains passages de ses discours, tels que : « Mieux vaut mourir debout que de vivre à genoux » (adaptation populaire de la phrase d'Emiliano Zapata) ou son « ¡No pasarán! » (inspiré de l'affiche de Ramón Puyol Román ; le terme avait aussi été prononcé par le général Robert Georges Nivelle pendant la Première Guerre mondiale), sont connus dans le monde entier. Elle devient un mythe, valorisé par une hagiographie développée après sa mort. Son rôle de symbole populaire en a fait un personnage de poèmes et de chansons pour Pablo Neruda, Rafael Alberti, Ana Belén et quelques autres. Toutefois, dans l'ouvrage de Sygmunt Stein, Ma guerre d'Espagne, un chapitre consacré à « la Pasionaria » la décrit surtout comme une idole fabriquée par l'appareil de propagande soviétique, sans dénier ses qualités humaines,.

## Publications
- Dolores Ibárruri : articles et discours 1936-1938, Moscou, 1938.
- El único camino, Moscou, 1963.
- They Shall Not Pass: The Autobiography of La Pasionaria, New York, 1966.
- Memorias de Pasionaria, 1939–1977 : Me faltaba España, Barcelona, 1984.
- Memorias de Dolores Ibarruri, Pasionaria : la lucha y la vida, Barcelona, 1985.